# Hispoleptini
Hispoleptini (лат.) — триба жуков подсемейства щитоносок (Cassidinae) из семейства листоедов.

## Распространение
Встречается в Неотропике.

## Описание
Мелкие жуки-щитоноски вытянутой формы. Надкрылья субпараллельные сбоков, имеют множество глубоких пунктур. Усики из 11 члеников, четыре апикальных сегмента сходны с остальными. Клипеус неотчётливый. Переднеспинка почти квадратная, без выступающих вперёд боковых лопастей. Среди кормовых растений представители семейства Arecaceae.

## Классификация
Около 5 видов. Триба принадлежит к «хиспиновой» линии щитоносок (Hispinae) и её сближают с Sceloenoplini и Chalepini.
- Hispoleptis Balý, 1864
  - Hispoleptis diluta  (Guérin-Ménéville, 1840)
  - Hispoleptis elaeidis  Aslam, 1965
  - Hispoleptis ollagnieri  Berti & Desmier de Chennon, 1975
  - Hispoleptis subfasciata  Pic, 1938
  - Hispoleptis sulcata  (Fabricius, 1894)